# Shamier Little
Shamier Little (Louisville, 20 de marzo de 1995) es una deportista estadounidense que compite en atletismo, especialista en las carreras de velocidad y vallas.
Participó en los Juegos Olímpicos de París 2024, obteniendo dos medallas, oro en 4 × 400 m y plata en 4 × 400 m mixto.
Ganó dos medallas de plata en el Campeonato Mundial de Atletismo, en los años 2015 y 2023, ambas en la prueba de 400 m vallas.

## Palmarés internacional
| Juegos Olímpicos   | Juegos Olímpicos   | Juegos Olímpicos | Juegos Olímpicos |
| Año                | Lugar              | Medalla          | Prueba           |
| ------------------ | ------------------ | ---------------- | ---------------- |
| 2024               | París (Francia)    | Medalla de oro   | 4 × 400 m        |
| 2024               | París (Francia)    | Medalla de plata | 4 × 400 m mixto  |
| Campeonato Mundial |                    |                  |                  |
| Año                | Lugar              | Medalla          | Prueba           |
| 2015               | Pekín (China)      | Medalla de plata | 400 m vallas     |
| 2023               | Budapest (Hungría) | Medalla de plata | 400 m vallas     |